# 三重県道・滋賀県道50号伊賀信楽線
三重県道・滋賀県道50号伊賀信楽線（みえけんどう・しがけんどう50ごう いがしがらきせん）は、三重県伊賀市柘植町を起点に滋賀県甲賀市信楽町神山に至る県道（主要地方道）である。

## 概要
名阪国道伊賀インターチェンジから北北西へ進み、伊賀市槙山で河合川を渡った後は河合川に沿って西へと進み、やがて滋賀県に入る。
河合川の上流は滋賀県では珍しく県境が川に沿っており、途中で河合川を2回渡るために、2kmほどの間に滋賀・三重県境が3カ所ある。
また県境付近は狭隘な道路となっている。

### 路線データ
- 起点：三重県伊賀市柘植町（名阪国道・国道25号交点）
- 終点：滋賀県甲賀市信楽町（国道422号交点）

## 歴史
- 1993年（平成5年）5月11日 - 建設省（現・国土交通省）から、一般県道伊賀信楽線が伊賀信楽線として主要地方道に指定される[1]。
- 1994年（平成6年）4月1日 - 三重県が整理番号を「672」から「50」へ変更。滋賀県が整理番号を「523」から「50」へ変更。

## 路線状況

### 重複区間
- 三重県道133号伊賀甲南線（伊賀市西湯舟 - 伊賀市玉瀧）
- 三重県道49号甲南阿山伊賀線（伊賀市槇山水汲橋・中之橋）

## 地理

### 通過する自治体
- 三重県伊賀市
- 滋賀県甲賀市
- 三重県伊賀市
- 滋賀県甲賀市

### 交差する道路
- 名阪国道（国道25号）伊賀IC（起点）
- 三重県道4号草津伊賀線（伊賀市柘植町）
- 三重県道673号上友田円徳院線（伊賀市上友田）
- 三重県道51号東湯舟甲賀線（伊賀市東湯舟）
- 三重県道133号伊賀甲南線（伊賀市西湯舟）伊賀市玉瀧
- 三重県道775号甲賀阿山線（伊賀市玉瀧）
- 三重県道133号伊賀甲南線（伊賀市玉瀧）
- 三重県道49号甲南阿山伊賀線（伊賀市槇山）
- 三重県道49号甲南阿山伊賀線（伊賀市槇山）
- 国道422号（終点）

### 沿線にある施設など
- 西日本旅客鉄道（JR西日本）関西本線、草津線 柘植駅
- 伊賀市立柘植小学校、柘植保育園
- 玉滝郵便局
- 玉瀧禅寺
- 伊賀市立玉滝小学校、たまたき保育所
- 北山延命地蔵
- ノーザンファームしがらき